# Dharampuri
Dharampuri è una suddivisione dell'India, classificata come nagar panchayat, di 13.229 abitanti, situata nel distretto di Dhar, nello stato federato del Madhya Pradesh. In base al numero di abitanti la città rientra nella classe IV (da 10.000 a 19.999 persone).

## Geografia fisica
La città è situata a 22° 10' 0 N e 75° 20' 60 E e ha un'altitudine di 138 m s.l.m..

## Società

### Evoluzione demografica
Al censimento del 2001 la popolazione di Dharampuri assommava a 13.229 persone, delle quali 6.800 maschi e 6.429 femmine. I bambini di età inferiore o uguale ai sei anni assommavano a 2.178, dei quali 1.174 maschi e 1.004 femmine. Infine, coloro che erano in grado di saper almeno leggere e scrivere erano 8.208, dei quali 4.778 maschi e 3.430 femmine.